# پارک ملی اشکول
پارک ملی اشکول یک پارک ملی است که در شمال نگب، اسرائیل نزدیک غزه واقع شده است.

## تاریخچه

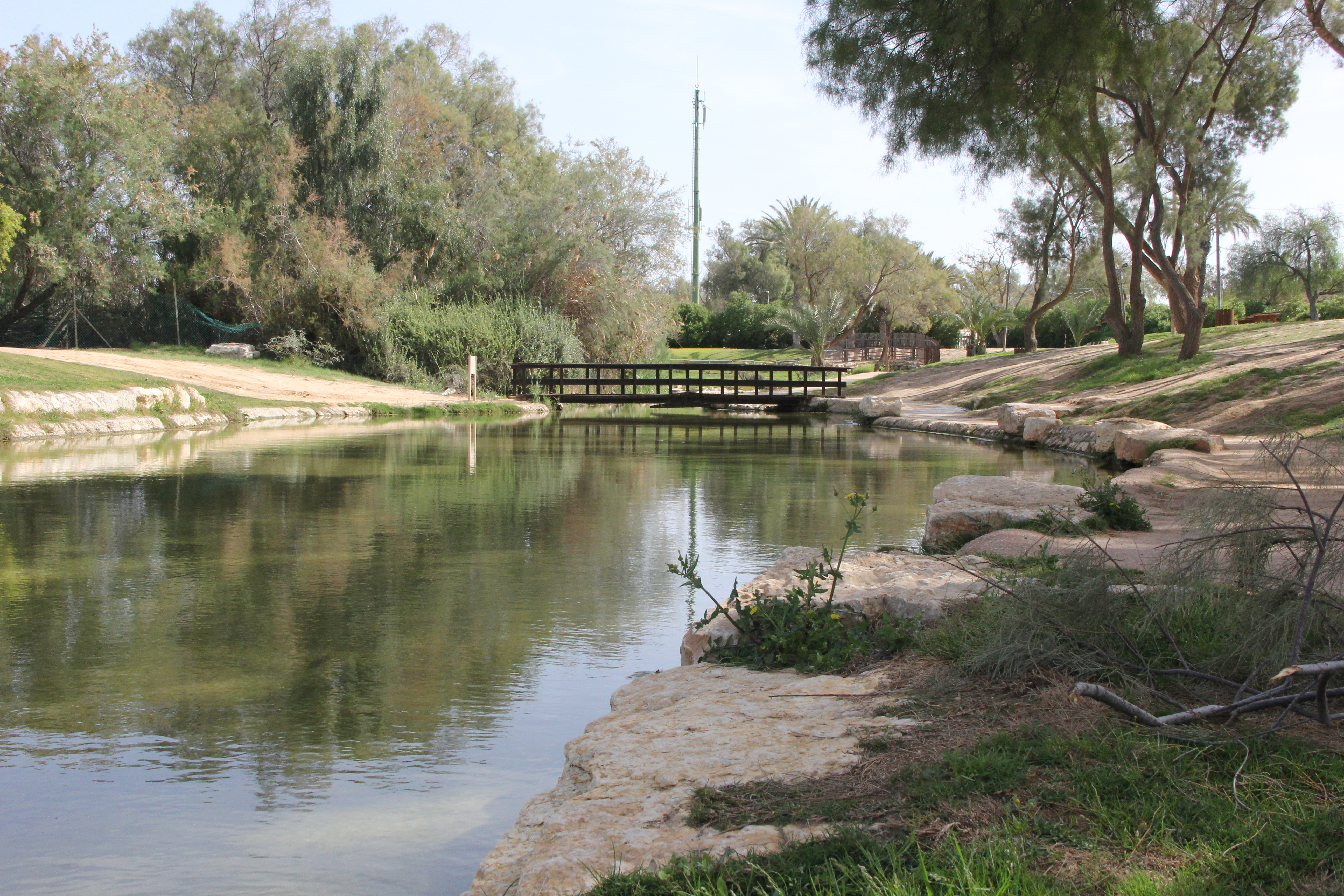
چشمه عین هابسور

این پارک که ۸۷۵ جریب فرنگی مساحت دارد دارای چمنزار و نواحی سایه‌دار برای تفریح و استراحت است، بزرگترین چشمه در حوضه بسور در مرکز پارک قرار دارد که در زبان عبری به عین هابسور و در زبان عربی به عین شلال معروف است. این چشمه از سفره آب نزدیک سطح زمین جاری می‌شود که از رواناب‌ بارش‌های زمستان تغذیه می‌شود. 